# 大谷道路

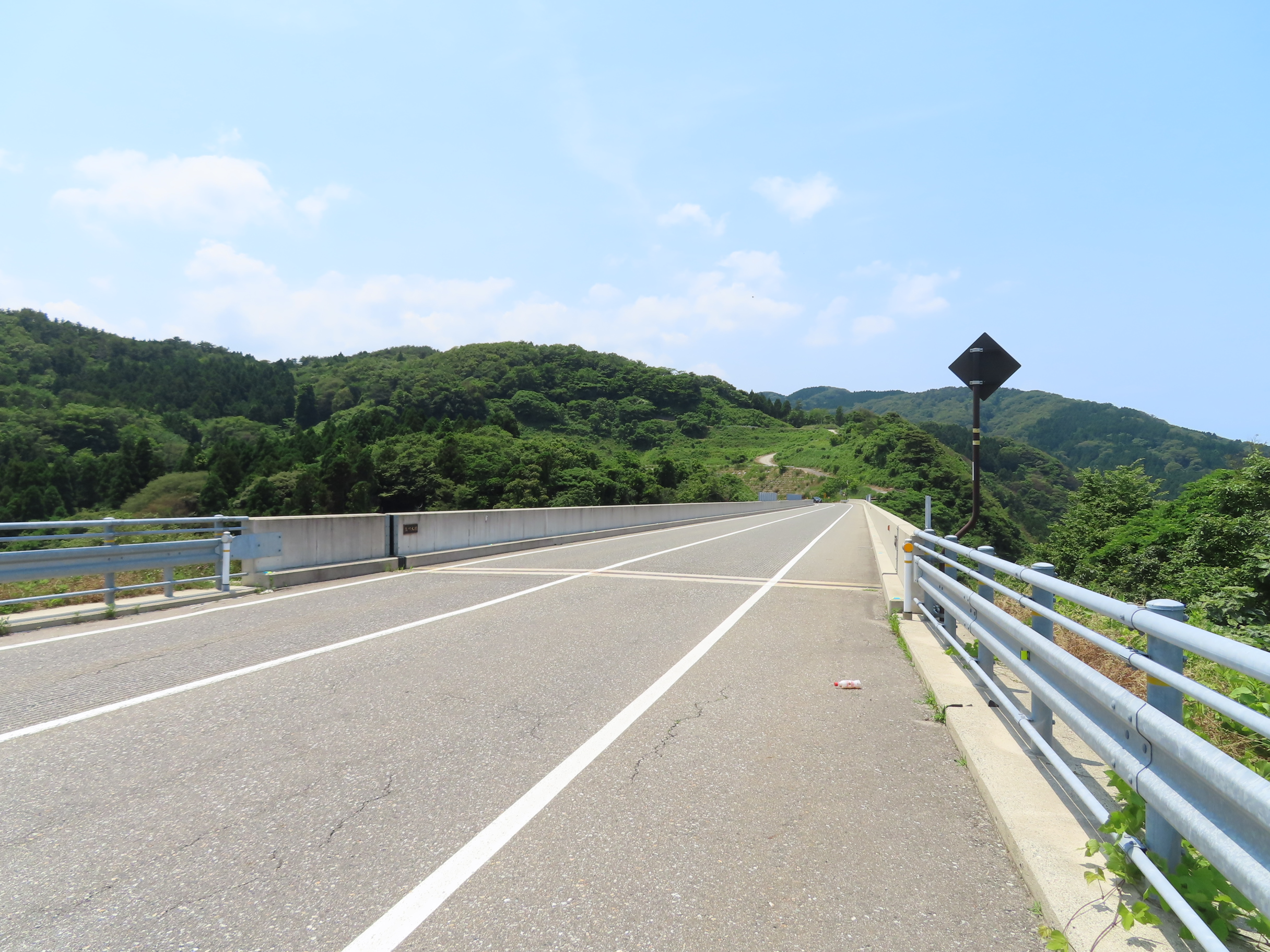
烏川大橋（2022年6月）

大谷道路（おおたにどうろ）は、国道249号の難所である石川県珠洲市にある大谷峠をトンネルとループ橋で迂回する全長約7.8 kmのバイパスである。
1987年（昭和62年）度に事業開始し、2014年4月27日全線開通した。能登半島地震 (2024年) で損傷が確認された。

## 概要
- 起点: 石川県珠洲市若山町都山
- 終点: 石川県珠洲市大谷町則貞
- 全長: 7.6 km
- 規格: 第3種2級
- 道路幅員: 10.5 m

- 車線数: 2車線
- 車線幅員: 3.25 m
- 設計速度: 50 km/h

出典：

## 主な接続道路
- 石川県道40号珠洲里線
- 石川県道28号大谷狼煙飯田線

## 道路施設

### 大谷トンネル
I期区間にある全長782メートルのトンネル。
能登半島地震 (2024年) により内部で崩落が発生した。

### 烏川大橋
大谷工区最大の構造物となる、橋長210メートルの3径間連続PC橋桁ラーメン橋。最小曲線半径110メートルのループ構造を採用したことにより、通常であれば12%もの急勾配を6%に抑えた。また、地すべり対策としてアンカー工を施工している。

## 旧道の冬季閉鎖
新線開通に伴い、旧道の一部である大谷峠から北側に位置する区間は12月中旬から翌年3月下旬まで閉鎖される。

## 関連文献
- 鶴井秀樹、今井洋、金田登志昭、甘利哲夫（著）、日本トンネル技術協会（編）「能登半島の地すべり地帯をNATMで貫く--国道249号 大谷トンネル」『日本トンネル技術協会誌』第29巻第4号、土木工学社、1998年、315-321頁、NAID 40002757478。